# Liste der Bodendenkmäler in Lülsfeld
Auf dieser Seite sind die Bodendenkmäler in der unterfränkischen Gemeinde Lülsfeld zusammengestellt. Diese Tabelle ist eine Teilliste der Liste der Bodendenkmäler in Bayern. Grundlage ist die Bayerische Denkmalliste, die auf Basis des Bayerischen Denkmalschutzgesetzes vom 1. Oktober 1973 erstmals erstellt wurde und seither durch das Bayerische Landesamt für Denkmalpflege geführt wird. Die folgenden Angaben ersetzen nicht die rechtsverbindliche Auskunft der Denkmalschutzbehörde.

## Bodendenkmäler der Gemeinde Lülsfeld

### Bodendenkmäler in der Gemarkung Bimbach
| Lage               | Objekt                                              | Akten-Nr.     | Bild |
| ------------------ | --------------------------------------------------- | ------------- | ---- |
| Bimbach (Standort) | Siedlung vor- und frühgeschichtlicher Zeitstellung. | D-6-6128-0037 |      |
| Bimbach (Standort) | Siedlung vor- und frühgeschichtlicher Zeitstellung. | D-6-6128-0038 |      |

### Bodendenkmäler in der Gemarkung Lülsfeld
| Lage                | Objekt | Akten-Nr.     | Bild |
| ------------------- | --- | ------------- | ---- |
| Lülsfeld (Standort) | Siedlung der Linearbandkeramik, des Mittelneolithikums und der Hallstattzeit sowie Brandgräber vorgeschichtlicher Zeitstellung.                                                                                         | D-6-6127-0021 |      |
| Lülsfeld (Standort) | Körpergräber der Merowingerzeit. | D-6-6127-0022 |      |
| Lülsfeld (Standort) | Bestattungsplatz mit Grabhügeln vorgeschichtlicher Zeitstellung. | D-6-6127-0023 |      |
| Lülsfeld (Standort) | Brandgräber vermutlich der Urnenfelderzeit. | D-6-6127-0024 |      |
| Lülsfeld (Standort) | Siedlung der Hallstattzeit. | D-6-6127-0025 |      |
| Lülsfeld (Standort) | Siedlung vor- und frühgeschichtlicher Zeitstellung. | D-6-6127-0036 |      |
| Lülsfeld (Standort) | Grabenwerk vorgeschichtlicher Zeitstellung. | D-6-6127-0037 |      |
| Lülsfeld (Standort) | Freilandstation des Mesolithikums und Siedlung vor- und frühgeschichtlicher Zeitstellung. | D-6-6127-0038 |      |
| Lülsfeld (Standort) | Untertägige Teile der spätmittelalterlichen bis frühneuzeitlichen Katholischen Allerheiligen-Pfarrkirche in Lülsfeld, Fundamente mittelalterlicher Vorgängerbauten sowie Körpergräber des Mittelalters und der Neuzeit. | D-6-6127-0200 |      |
| Lülsfeld (Standort) | Siedlung des Neolithikums. | D-6-6128-0117 |      |

### Bodendenkmäler in der Gemarkung Schallfeld
| Lage                  | Objekt | Akten-Nr.     | Bild |
| --------------------- | --- | ------------- | ---- |
| Schallfeld (Standort) | Siedlung des Mittelneolithikums. | D-6-6128-0006 |      |
| Schallfeld (Standort) | Siedlung der Linearbandkeramik. | D-6-6128-0007 |      |
| Schallfeld (Standort) | Siedlung der Bronzezeit. | D-6-6128-0034 |      |
| Schallfeld (Standort) | Siedlung der Linearbandkeramik. | D-6-6128-0055 |      |
| Schallfeld (Standort) | Untertägige Teile der mittelalterlichen bis frühneuzeitlichen Katholischen Pfarrkirche St. Ägidius in Schallfeld, Fundamente mittelalterlicher Vorgängerbauten sowie Körpergräber des Mittelalters und der Neuzeit. | D-6-6128-0062 |      |